# Tage Trotte
Carl Tage Trotte, född 24 mars 1901 i Härnösand, död 18 mars 1928 i Paris, var en svensk målare, tecknare och grafiker.
Han var son till tandläkaren Carl Trotte och Freija Modin. Efter avlagd studentexamen i Eskilstuna 1919 studerade han på sin fars önskemål språk och efter eget intresse konsthistoria vid Uppsala universitet där han avlade en fil. lic.-examen 1926. Han hade redan under uppväxtåren i Eskilstuna börjat måla och väckte uppmärksamhet vid tidskriften Ergo konstutställning 1925. Samtidigt med sina studier i Uppsala  studerade han  kons kortare perioder för Carl Wilhelmson i Stockholm. Efter Uppsalatiden reste han till Paris för att förbättra sina språkkunskaper i franska. Väl i Paris började han studera för Otte Sköld vid Maison Watteau 1926 och genomförde studieresor till Sydafrikanske och tillsammans med Willy Midelfart reste han 1927 till norra Afrika på en kombinerad studie- och målarresa. Han medverkade 1928 i grupputställningen Pariskamrater på Svensk-franska konstgalleriet i Stockholm men medan utställningen pågick avled Trotte i sviterna av en lunginflammation. En minnesutställning med ett 80-tal verk visades på Eskilstuna konstmuseum 1953. Med ett stort intresse för Pär Lagerkvists diktning utförde han ett illustrationsutkast till dennes arbeten men dessa kom ej att tryckas. Hans konst består av landskapsskildringar, stilleben, nakenstudier och några porträtt. Trotte är representerad vid bland annat Nationalmuseum, Eskilstuna konstmuseum och Södermanlands-Nerikes nation i Uppsala.